# Shantungosaurus giganteus-beenderlagen

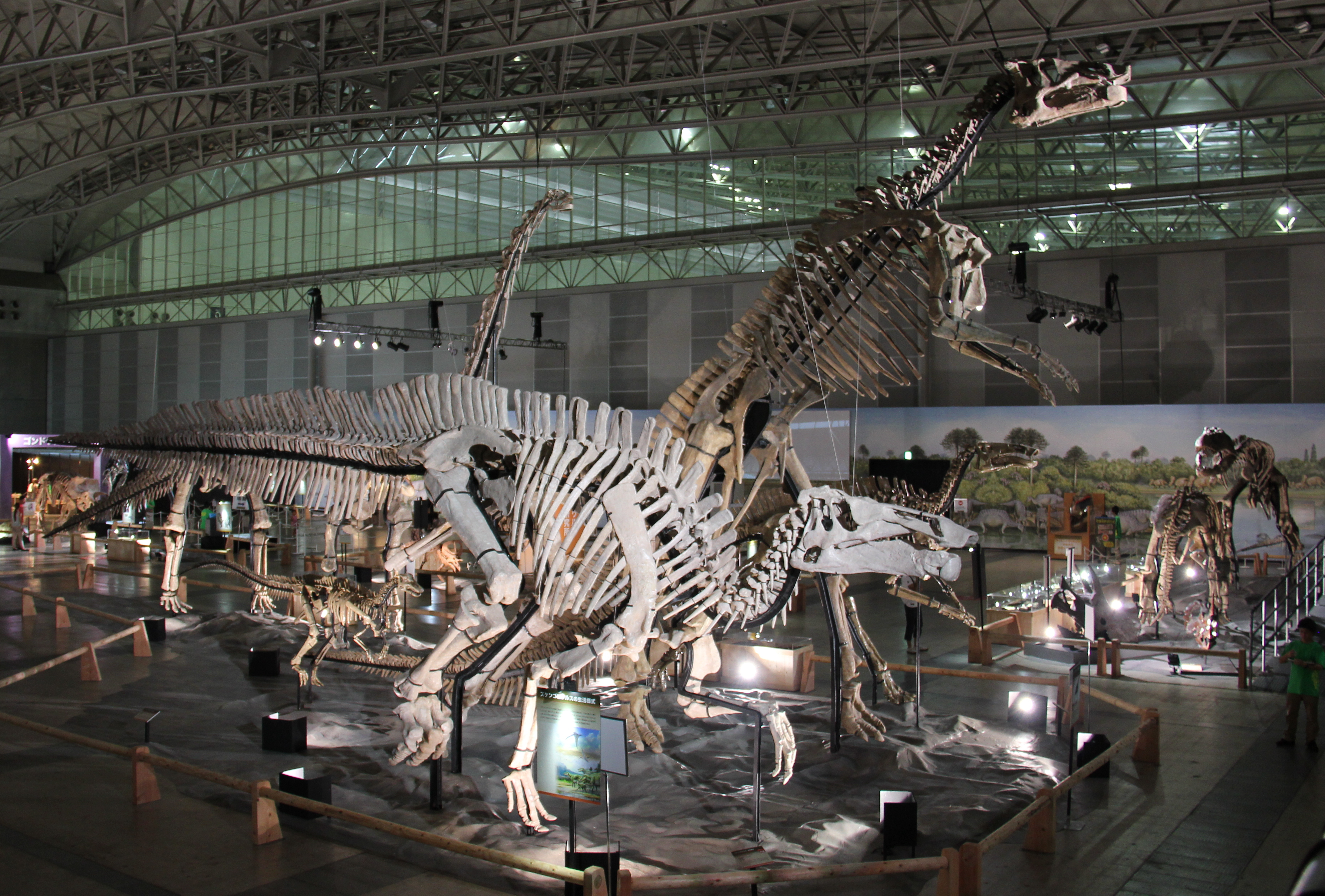
Skeletten van Shantungosaurus giganteus in quadrupedale en in bipedale lichaamshouding.

De Shantungosaurus giganteus-beenderlagen zijn de grootste bekende beenderlagen (Engels: bonebeds) met dinosauriërs ter wereld. Ze werden tijdens het Boven-Krijt afgezet in het gebied waar nu de stad Zhucheng ligt (provincie Shandong, Oost-China). Een van de beenderlagen bevat meer dan 15.000 beenderen van minstens 55 gigantische hadrosauriërs van de soort Shantungosaurus giganteus.

## Vondst
De beenderlagen zijn onder meer ontsloten in de in 1964 ontdekte Longgujian Quarry, gesitueerd in het dorp Kugou. Dit dorp ligt op ongeveer elf kilometer ten zuidwesten van het stadscentrum van Zhucheng. De opgraving in 1973 van een reusachtige hadrosaurine in de Longgujian Quarry leidde uiteindelijk tot de invoering van de soort Shantungosaurus giganteus. De Kugou Quarry is sinds minstens 1988 bekend en bevat de tweede grootste fossielhoudende ontsluiting van het dorp Kugou. De meest recent ontdekte groeve is de Zangjiazhuang Quarry welke zich in het dorp Zangjiazhuang bevindt, enkele kilometer ten noordnooroosten van het dorp Kugou. Deze drie groeven bevinden zich binnen het grondgebied van de stad Zhucheng en bevatten overwegend beenderen van Shantungosaurus giganteus. De beenderlagen zijn dus monotypisch. Ze staan onder het toezicht van het Zhucheng Dinosaur Culture Research Center. Het lokale bestuur van Weifang (Weifang Prefecture) maakte van Zhucheng een centrum voor "dinosauriërtoerisme" en dinosauriëronderzoek en legde het Shandong Zhucheng Dinosaurs National Geo-Park aan. Het ligt op tien kilometer van het centrum van Zhucheng en bestaat uit drie musea, zeven halls en één tunnel. Het Executive Board of the UNESCO World Geo-park gaf het de status van Unparalleled World Geological Wonders.

## Geologie
De Kugou Quarry en de Longgujian Quarry bevinden zich aan weerszijden van een lange heuvel op een afstand van een kleine honderd meter van elkaar. De fossielhoudende sedimenten maken deel uit van het middenste en het bovenste gedeelte van de Wanghsi Group uit het Boven-Krijt (Campanien, 83,6 tot 72,1 Ma), vlak bij de overgang van de Xingezhuang-formatie naar de Hongtuya-formatie. De fossielen van de hadrosauriërs komen vooral voor in de basis van de Hongtuya-formatie in het bekken van Zhucheng, dat vooral sedimenten uit het Krijt en het Cenozoicum bevat. De herkomst van de modderstromen die de bonebeds in het Zhucheng Bekken veroorzaakten weerspiegelt het paleogeografisch kader van het Jiaolai Bekken tijdens de afzetting van de sedimentpakketten van de Wanghsi Group. Tijdens deze afzetting bevonden de Yishu Fault Zone, de Jiaobei Terrane en de Sulu Terrane (Sulu Orogenic Belt), alle drie plooizones in de Shandong Provincie in het oostelijk deel van het kraton van Noord-China, zich waarschijnlijk in een opwaartse tektonische beweging. Vulkanische rotsen van de Qingshan Group (Onder-Krijt) in Laiyang, de zuidelijke rand van het Zhucheng Bekken en de Yishu Fault Zone kunnen omhooggestuwd geweest zijn door tektonische inversie en werden het oorsprongsgebied van de dinosauriërhoudende sedimenten van de Wangshi Group. Dit werd bepaald door een gecombineerd onderzoek van grindsamenstelling, detritische zirkoonkristallen en paleostroomrichtingen.
Argon-argondatering (40Ar/39Ar) van een basaltlaag in een deel van de Hongtuya-formatie boven de fossielhoudende lagen gaf een ouderdom van 73,5 miljoen jaar (Campanien). De veel efficiëntere uranium-lood geochronologische datering van detritische zirkoonkristallen afkomstig van zes conglomeraatmonsters uit de bonebeds gaf daarentegen een maximum ouderdom van 77,3 miljoen jaar (± 1,54 miljoen jaar) (ook Campanien) voor de bonebeds en voor de insluitende sedimenten. Deze bestaan vooral uit zandsteen met tussenliggende lagen conglomeraat, afzettingen van riviervlaktes, fossiele modderstromen en afzettingen van rivieren die uit een netwerk van kleinere stroomkanalen bestaan waartussen zich kleine en dikwijls tijdelijke eilanden vormden. Elke groeve bevat twee grote bonebeds die in de Kugou Quarry en de Longgujian Quarry door een stratigrafisch interval van ongeveer 32 meter gescheiden worden en in de Zanjiazhuang Quarry door een interval van ongeveer vier meter. Of de onderste en de bovenste beenderlaag van de Kugou Quarry en de Longgujian Quarry correleren met het onderste en bovenste bonebed van de Zanjiazhuang Quarry is onduidelijk. Beide beenderlagen van de Kugou Quarry en de Longgujian Quarry zijn fossiele modderstromen die uit fijne zandsteen met keien bestaan. De onderste beenderlagen zijn het meest ontsloten. In de geulachtige Kugou Quarry dalen de lagen sterk naar het noorden en is het oppervlak van de beenderhoudende lagen langs de zuidelijke wal van de groeve ontsloten. De oostelijke en westelijke uiteinden van de ontsloten beenderlagen worden door de wanden van de groeven begrensd. Het ontsloten oppervlak is ruw rechthoekig en heeft een lengte van ongeveer driehonderd en een breedte van ongeveer 20 tot 30 meter. De zandsteen van de Longgujian Quarry is een conglomeraat zandsteen met een grijzig groene kleur die zich tussen rode, rotsige strata bevindt.

## Tafonomie
De voornaamste ontsloten fossielhoudende laag in de Kugou Quarry heeft een dikte van ongeveer één meter. De beenderen liggen ofwel nabij de oppervlakte van deze laag of iets daaronder. Het is bijna zeker dat de beenderlaag beenderen bevat die niet zichtbaar zijn, omdat deze onder de bodem van de geul-achtige groeve en onder de westelijke en oostelijke groevewanden blijkt verder te lopen. Alleen beenderen die al in situ zichtbaar waren werden gemeten en onderzocht. Het bonebed werd in één keer afgezet. Drieduizend onderzochte craniale, axiale en appendiculaire beenderen maakten deel uit van ongeveer 60% van het zichtbare deel van het bonebed. Men schat dat in 2014 ongeveer vijfduizend beenderen zichtbaar waren binnen de ontsloten gedeelten van de Kugou Quarry.
De beenderen liggen niet in anatomisch verband en zijn niet volgens grootte gesorteerd. Alle grote beenderen van de ledematen zijn parallel aan het sedimentatie-oppervlak georiënteerd en vertonen weinig tot geen hellingshoek. Over het algemeen zijn de beenderen goed gepreserveerd en de meeste zijn niet gebroken en ze zijn grotendeels volledig. Alhoewel ze wat beschadiging vertonen aan het oppervlak dragen ze geen duidelijke knaagsporen van tanden welke zouden kunnen wijzen op de activiteiten van carnivoren/aaseters.
Het ontbreken van uitgeworpen tanden van theropoden, het ontbreken van sporen achtergelaten door tanden en het geringe aantal gebroken beenderen wijzen erop dat de kadavers niet vertrappeld werden en niet door carnivoren/aaseters uit elkaar getrokken, dat zij dus na de dood snel door sediment begraven werden. Alhoewel de robuustheid van vele beenderen deze vermoedelijk ietwat immuun maakten voor beschadiging, tonen het ontbreken van sortering volgens grootte, de over het algemeen goede fossilisatie en vooral het bijna ontbreken van breuken aan dat er weinig post-mortem transport is geweest.
Volgens Liu et al. en Ji et al. zijn de bonebeds van de Kugou- en van de Longgujian Quarry het resultaat van een puinstroom/modderstroom die een kudde hadrosauriërs doodde en onmiddellijk begroef. Maar het bonebed van de Zangjiazhuang Quarry is volgens Liu et al. het resultaat van beenderen die in de loop van de tijd door puinwaaiers op een stroomvlakte afgezet werden. De interpretatie van de Kugou- en van de Longgujian Quarry houdt in dat de beenderlagen het resultaat zijn van massale sterfte door een natuurramp en dat hun samenstelling een weerspiegeling zou moeten zijn van de locale fauna en flora. Alhoewel inbedding door bedekkende sedimenten van een puinstroom een plausibele interpretatie van de door Ji et al. aangevoerde bewijzen blijkt te zijn, stellen Hone et al. de vraag of een puinstroom met zulke relatief fijne sedimenten de kadavers voldoende uit het anatomisch verband kon rukken om het zeer hoge aantal losse beenderen in de beenderlagen van de Kugou Quarry te verklaren. Het lijkt Hone et al. even of meer plausibel dat massale sterfte en begraving, beide door puinstromen, gescheiden gebeurtenissen waren die dicht genoeg bij elkaar lagen om beschadiging van de beenderen door de activiteiten van aaseters/carnivoren, door vertrappeling en door andere factoren uit te sluiten. Maar deze gebeurtenissen waren ook voldoende in tijd gescheiden om de eerste stadia van ontbinding van weke delen of de eerste stadia van uit elkaar vallen van het skelet toe te laten voor de uiteindelijke inbedding in bedekkende sedimenten van een puinstroom plaatsvond. Het ontbreken van gelaagde sedimentaire structuren en de aanwezigheid van weinig gesorteerde, grote beenderen en grote klasten op verschillende diepten in de één meter dikke afzetting in de Kugou Quarry bevestigt de interpretatie dat dit bonebed het resultaat is van massasterfte en begraving door puinstromen. Verder vergelijkend tafonomisch onderzoek van de Shantungosaurus giganteus-beenderlagen kan uitsluitsel geven over de doodsoorzaak van de dieren en de post-mortem geschiedenis van de kadavers.

## Afmetingen
Shantungosaurus giganteus is de grootste bekende ornithischiër, zowel wat betreft lengte als wat betreft lichaamsgewicht. De originele beschrijving van de soort was deels gebaseerd op een samengesteld skelet met een lengte van 14,72 meter (Hu, 1973). Volgens Ji et al. werd de soort meer dan vijftien meter lang (maar had het een gewicht van slechts zeven ton), zelfs tot 16,6 (Zhao, 2007) en 18,7 meter (Zhao, 2009). En volgens Seebacher kon het dier een lichaamsgewicht van 22 ton bereiken. Volgens Horner et al. haalden de grootste dieren een gewicht van 16 ton, maar deze moeten zeldzaam geweest zijn. Uit de Kugou Quarry zijn 110 dijbeenderen bekend die alle meer dan 50% volledig zijn en waarvan er 100 voldoende gepreserveerd zijn en konden opgemeten worden. Twee dijbeenderen waren onbereikbaar en acht waren te onvolledig of onvoldoende bereikbaar om gemeten te worden. Van elk dijbeen werd de minimum mediolaterale breedte en de maximum proximodistale lengte gemeten. Van 74 dijbeenderen werd zowel de lengte als de breedte gemeten, van 12 dijbeenderen de lengte maar niet de breedte en van veertien de breedte maar niet de lengte. Van de 110 dijbeenderen werden er 41 als rechter- en 38 als linkerdijbeen geïdentificeerd. Van 31 dijbeenderen kon niet achterhaald worden of het een rechter- of linkerdijbeen was. Het kortste dijbeen is 107 cm lang en 15 cm breed. Het langste heeft een lengte van 172 cm en een breedte van 24 cm. Dit is binnen de Ornithischia het langste bekende dijbeen. De gemiddelde lengte en breedte bedragen 149,8 en 22,0 cm. Door de over het algemeen goede preservatie van de beenderen zou de onnauwkeurigheid van deze metingen ten gevolge van vervorming en beschadiging gering moeten zijn. Hone toonde in 2012 aan dat het schatten van de lengte van onvolledige skeletten moeilijk is wegens de grote variaties in staartlengte waardoor er weinig correlatie is met de lengte gevormd door de schedel plus de nek plus het lichaam. Daarom moeten lengteschattingen van de niet in anatomisch verband liggende skeletten van de Zhuchenggroeven als heel onzeker beschouwd worden. Ruwe schattingen van het lichaamsgewicht zijn minder problematisch omdat deze gemaakt kunnen worden onder meer op basis van eenvoudige vergelijkingen afgeleid van de verhouding tussen het lichaamsgewicht en de dijbeenlengte bij levende, grote gewervelden
De lengte van de in de Kugou Quarry gevonden dijbeenderen wijst erop dat deze bij sommige individuen vergelijkbaar is met de dijbeenlengte van sommige Sauropoda, zoals Diplodocus (dijbeenlengte : 165 cm), Haplocanthosaurus (175 cm), Antarctosaurus (177 cm) en Apatosaurus (179 cm). Voor het dier met het grootste dijbeen (172 cm) bekomt men volgens O’Gorman en Hone door toepassing van de verhouding maximum lengte/minimum breedte van het dijbeen een geschat gewicht van ca. 12,7 ton en voor het dier met het kleinste dijbeen (107 cm) een geschat gewicht van ca. drie ton. Volgens dezelfde verhouding was het gemiddelde gewicht van de dieren uit de Kugou Quarry ca. 8,7 ton. Alhoewel zulke schattingen altijd met de nodige omzichtigheid moeten behandeld worden staat het zonder meer vast dat de hadrosauriërs van Zhucheng voor Ornithhischia als uitzonderlijk groot moeten beschouwd worden.

## Paleo-ecologie
Bonebeds met hadrosauriërs komen vrij veel voor en bevatten typisch levensgemeenschappen met een mengeling van jonge (met een verscheidenheid aan afmetingen) en volwassen dieren, met uitsluitend jonge dieren of met half volwassen dieren. De Shantungosaurus giganteus-beenderlagen wijken hier van af omdat deze thanatocoenosen bijna exclusief resten van volwassen dieren bevatten die elk minstens zes ton moeten gewogen hebben. De Kugou Quarry bevat de beenderen van minstens 55 volwassen individuen. De bonebeds ondersteunen de hypothese dat volwassen en jonge hadrosauriërs in verschillende ecologische niches leefden en dus waarschijnlijk afzonderlijke kuddes vormden. Halfvolwassen dieren vervoegden de kuddes met volwassen dieren wanneer zij een voldoende grote lichaamsomvang bereikten.
Ongeveer 70 % van de ongeveer 84 % van de dijbeenderen die in de Kugou Quarry aangetroffen en gemeten werden hebben een lengte tussen 135 en 175 cm. Omdat deze thanatocoenose vooral grote dieren van dezelfde afmetingen bevat die in een monotypische beenderlaag gepreserveerd werden gedeeltelijk als gevolg van een massa-sterfte door een natuurramp, kan men besluiten dat de betrokken dieren deel uitmaakten van een migrerende kudde met bijna uitsluitend volwassen dieren. Er werd geen enkel dijbeen gevonden dat kleiner is dan het dijbeen van het kleinste individu dat op basis van gemeten dijbeenlengte als dusdanig geïdentificeerd werd. Moesten kleinere dijbeenderen niet opgemerkt geweest zijn door de grote hoeveelheden beenderen in het bonebed, dan zullen deze toch slechts een heel klein deel van de thanatocoenose uitmaken. De volledig verbeende sacra die in de groeve werden aangetroffen zijn nog eens een bevestiging dat we hier met osteologisch volwassen dieren te maken hebben. Alhoewel lichaamsgrootte een slechte indicator is voor de juiste leeftijd bij grote dinosauriërs wijzen de grote afmetingen van de meeste dijbeenderen, die even groot of groter zijn dan bij om het even welke andere soort hadrosauriër, erop dat deze van volwassen dieren afkomstig zijn. Er werden enkele dijbeenderen van 'slechts' ongeveer één meter lengte gevonden. Deze individuen waren misschien niet volwassen, maar de lengte van hun dijbeen maakt hen groter dan de volwassen exemplaren van de meeste andere soorten hadrosauriërs, zodat het onwaarschijnlijk is dat het jonge dieren waren. Al deze opvattingen kunnen door histologische analyse van de beenderen geëvalueerd worden.
Buiten overvloedige fossielen van hadrosauriërs werden in de Shantungosaurus giganteus-beenderlagen nog een huidpantserplaatje van een krokodil (Kugou Quarry), een tand, een klein dijbeen, een klein derde middenvoetbeentje van een tyrannosauriër (Kugou Quarry), de rechtermaxilla van de bovenkaak en een linkerdentarium van de onderkaak van een volwassen tyrannosauriër (Zhuchengtyrannus magnus, Zangjiazhuang Quarry), delen van het buikschild van een schildpad (Kugou Quarry) en resten van Ceratopidae aangetroffen. En in de Kugou Quarry ontdekte men de resten van de leptoceratopsiden Zhuchengceratops inexpectus en Ischioceratops zhuchengensis.